# Nina Pelozo
Saturnina Pelozo, conocida como Nina Pelozo (Bella Vista, provincia de Corrientes, 29 de mayo de 1961) es una conocida piquetera y militante social argentina. Es pareja del dirigente piquetero Raúl Castells.
Nina Pelozo tuvo una infancia y vida pobre, comenzó a trabajar a los siete años en el campo, posteriormente, durante la adolescencia, trabajó en un frigorífico y más tarde trabajó por mucho tiempo en una industria plástica, ya residente en Buenos Aires.
Entre la década de los 90 y el 2001, al surgir el movimiento piquetero contra las políticas de la presidencia de Carlos Saúl Menem y las de Fernando de la Rúa, al estar en pareja con uno de sus mayores dirigentes, comenzó a participar en marchas y movilizaciones junto a él.
En 1993, creó junto a Castells el MIJD o Movimiento Independiente de Jubilados y Desocupados, que además de organización social obtuvo el reconocimiento como partido político. Así, en 2005 Nina se presentó como candidata a senadora nacional por la provincia de Buenos Aires obteniendo el 0,28% de los votos válidos.
En 2007 hizo su debut televisivo, donde también debutó como bailarina, en el segmento Bailando por un sueño del programa de Marcelo Tinelli, Showmatch. En las galas recibió la visita de su esposo Raúl Castells y de 1500 activistas que fueron a apoyarla. Tras ser sentenciada por el jurado del concurso en la octava semana (con el ritmo Lambada), perdió la votación contra Iliana Calabró y quedó fuera del programa.
Fue candidata a vicepresidenta de la Nación por el MIJD, durante las elecciones presidenciales de 2007 en Argentina, siendo su pareja Castells candidato a presidente de la Nación. La fórmula Castells - Pelozo obtuvo el 0,26% del total (48.786 votos).
En 2009 fue candidata a diputada nacional por la Alianza MST MIJD, en representación de la Provincia de Buenos Aires. 
En 2011, se postuló a diputada provincial en la sección tercera de la Provincia de Buenos Aires, cuando el MIJD integró el Frente Compromiso Federal. En las elecciones del año 2011 el MIJD obtuvo una banca de diputados nacionales, con Ramona Pucheta a la cabeza.
Volvió a ser candidata a diputada nacional por la Provincia de Buenos Aires en el año 2013, encabezando la lista "Justicia y Dignidad" de la alianza Compromiso Federal. Sin embargo, ni logró acceder a una banca
En 2014 se recibió como profesora de Biología, profesión que ejerce en la zona sur del gran Buenos Aires.
En 2021 fue precandidata a diputada provincial en la sección tercera de la Provincia de Buenos Aires, por el Proyecto justo, social y humanista. Sin embargo, no logró superar el piso impuesto por las P.A.S.O.